# Vanguard (tên lửa đẩy)
Tên lửa đẩy Vanguard là loại tên lửa đẩy được dự kiến trở thành tên lửa đẩy phóng vệ tinh đầu tiên của Mỹ lên quỹ đạo. Tuy nhiên, việc Liên Xô phóng vệ tinh Sputnik 1 trước Mỹ, cùng với sự thất bại của việc phóng tên lửa Vanguard TV-3, đã đẩy nhanh tiến độ đưa vệ tinh Explorer 1 lên quỹ đạo bằng tên lửa đẩy Juno I, khiến cho Vanguard 1 trở thành vụ phóng vệ tinh thành công thứ hai của Mỹ.
Tên lửa đẩy Vanguard đã được sử dụng trong Dự án phóng vệ tinh Vanguard diễn ra từ 1957 đến 1959. Trong số bảy vụ phóng tên lửa có ba lần phóng vệ tinh là thành công. Tên lửa Vanguard đóng vai trò quan trọng trong cuộc chạy đua vào không gian giữa Mỹ và Liên Xô.

## Khái quát
Năm 1955, Mỹ công bố kế hoạch đưa vệ tinh nghiên cứu khoa học lên quỹ đạo vào năm Vật lý Địa cầu Quốc tế (IGY)1957–1958. Mục đích là để theo dõi vệ tinh khi nó thực hiện các thí nghiệm. Đã có ba loại tên lửa đẩy được đề xuất: tên lửa SM-65 Atlas của Không quân Mỹ, Lục quân Mỹ đề xuất một tên lửa dựa trên tên lửa PGM-11 Redstone, còn Hải quân Mỹ đề xuất tên lửa ba tầng dựa trên tên lửa Viking.
Tập đoàn RAND, Không quân Mỹ cùng với CIA từ lâu đã theo đuổi ý tưởng về một vệ tinh trinh sát. Một chương trình phát triển vệ tinh do thám mang tên Weapon System 117L cũng đang được bí mật thực hiện vào thời điểm này. Một vấn đề với phát triển vệ tinh trinh sát là câu hỏi về tính hợp pháp: Có còn sự "tự do không gian" hay không phận của một quốc gia khi không gian trên quốc gia đó bị xâm phạm? Hội đồng an ninh quốc gia ủng hộ chương trình vệ tinh IGY vì nó sẽ là một vỏ bọc cho chương trình vệ tinh trinh sát WS117L. Hội đồng an ninh cũng nhấn mạnh rằng vệ tinh IGY sẽ không được can thiệp vào các chương trình quân sự. Tên lửa đẩy dựa trên tên lửa Redstone dường như là loại tên lửa duy nhất có thể sẵn sàng tiến hành các vụ phóng vệ tinh, nhưng nó được thiết kế bởi nhà khoa học gốc Đức Wernher von Braun, có thể gây ra rủi ro trong quan hệ công chúng. Milton Rosen, giám đốc phát triển dự án Vanguard của Phòng thí nghiệm nghiên cứu hải quân (NRL), được coi là một tổ chức khoa học hơn là một tổ chức quân sự. Rosen và Richard Porter (Giám đốc phát triển vệ tinh IGY và người đứng đầu Hiệp hội Tên lửa Hoa Kỳ) đều vận động cho việc sử dụng Vanguard thay vì các tên lửa bắt nguồn từ tên lửa quân sự như SM-65 và PGM-11 Redstone của Von Braun. Cả hai đều nhấn mạnh khía cạnh phi quân sự của vệ tinh IGY, cùng với đó là khía cạnh mối quan hệ với công chúng.
Vào tháng 8 hoặc tháng 9 năm 1955, Ủy ban Quốc phòng Hoa Kỳ đã chọn tên lửa đẩy Vanguard của phòng thí nghiệm Hải quân, cho dự án phóng vệ tinh IGY. Công ty Martin, vốn có kinh nghiệm trong chế tạo tên lửa Viking, là nhà thầu chính trong chế tạo tên lửa đẩy mới này. Vanguard được thiết kế là một tên lửa đẩy ba tầng. Tầng đầu sử dụng động cơ nhiên liệu lỏng X-405 của General Electric, có nguồn gốc từ động cơ từng sử dụng trên tên lửa Viking. Tầng hai sử dụng động cơ nhiên liệu lỏng AJ10-37 của Aerojet General, một biến thể của động cơ sử dụng trên tên lửa RTV-N-10 Aerobee. Tầng ba sử dụng động cơ tên lửa nhiên liệu rắn. Tất cả các lần phóng tên lửa Vanguard trừ lần phóng cuối cùng đều sử dụng động cơ chế tạo bởi công ty động lực Lockheed. Vanguard không có cánh vây, và tầng 1 và 2 được điều khiển nhờ động cơ điều chỉnh luồng phụt gimbal. Tầng thứ hai có chứa bộ phận máy truyền tín hiệu, hệ thống dẫn đường quán tính và lái tự động. Tầng thứ ba được ổn định bằng cách tự quay quanh trục giữa khi nó được tách ra từ tầng hai.
Tầng thứ hai của tên lửa Vanguard tiếp tục được sử dụng như là tầng thứ hai của tên lửa đẩy Able và Delta trong nhiều thập kỷ. Động cơ tên lửa AJ10 được trang bị trên tầng này cũng được sửa đổi thành động cơ AJ10-137, chính là động cơ sử dụng trên module phục vụ tàu Apollo. Động cơ AJ10-190, chuyển đổi từ tàu vũ trụ Apollo về sau được sử dụng trên các tàu con thoi. Còn động cơ AJ10-160 được dự kiến sẽ sử dụng trên tàu vũ trụ Orion của NASA.

## Các lần phóng vệ tinh
Hai lần phóng tên lửa Vanguard đầu tiên là bằng tên lửa Vanguard TV-0 (Vanguard Test Vehicle-0) vào ngày 8/12/1956 và Vanguard TV-1 vào ngày 23/10/1957. Hai tên lửa này thực chất là tên lửa Viking RTV-N-12a đã qua sửa đổi. Vanguard TV-0 dùng để thử nghiệm hệ thống thiết bị đo đạc-gửi tín hiệu, trong khi Vanguard TV-1 dùng để thử nghiệm quá trình tách tầng tên lửa đẩy (hai tầng) và kích hoạt động cơ nhiên liệu rắn.
Vanguard TV-2, phóng ngày 23 tháng 10 năm 1957, sau vài lần bị trì hoãn, là lần phóng thực sự đầu tiên của Vanguard. Quá trình tách tầng một/hai cùng với việc kích hoạt tự quay tầng thứ ba diễn ra thành công.
Ngày 6 tháng 12 năm 1957, Hải quân Mỹ đã phóng tên lửa Vanguard TV-3, mang theo vệ tinh nặng 1,5 kg, từ Trung tâm phóng tên lửa Mũi Canaveral. Nó đạt cao độ 1,2 mét (3 ft 11 in) trước khi rơi xuống và phát nổ. Tên lửa dự phòng Vanguard TV-3BU (BU=BackUp), được chuẩn bị cho lần phóng kế tiếp. Các nhân viên mặt đất đã gấp rút sửa chữa những hư hỏng gây ra cho bệ phóng LC-18A từ vụ nổ của Vanguard TV-3, và vào tuần thứ ba của tháng 1 năm 1958, công việc đã hoàn thành. Vanguard TV-3BU đã được dựng lên trên bệ, nhưng việc phóng tên lửa liên tục bị trì hoãn. Mưa lớn đã làm đứt một số dây cáp điện trên mặt đất và chúng phải được thay thế. Tầng tên lửa thứ hai đã được bơm đủ nhiên liệu là acid nitrid và ở trạng thái sẵn sàng trong vài tuần, nhiên liệu đã đã ăn mòn bình chứa và các van, dẫn đến việc phải thay thế bằng một tầng tên lửa mới. Cuối cùng, vụ phóng được tiến hành vào đêm ngày 5 tháng 2 năm 1958. Tên lửa bay tốt trong vòng 57 giây trước khi tầng đẩy chúc xuống góc hơn 40°. Tầng hai của quả tên lửa đã bị vỡ do ứng suất khí động vào bốn giây sau đó, khiến cho sĩ quan điều khiển phải ra lệnh cho tên lửa tự hủy.
Ngày 17 tháng 3 năm 1958, Vanguard TV-4 đã thành công trong việc đưa vệ tinh Vanguard 1 vào quỹ đạo. Nhưng tên lửa Juno I của Lục quân Mỹ trước đó đã phóng thành công vệ tinh Explorer 1, khiến nó trở thành vệ tinh đầu tiên được Mỹ phóng lên quỹ đạo. Vanguard TV-4 đã đưa vệ tinh Vanguard 1 vào quỹ đạo có viễn điểm là 3.966 km, cận điểm là 653 km. Vanguard 1 cùng với tầng tên lửa thứ ba của nó đã trở thành vệ tinh nhân tạo có độ tuổi lớn nhất trên quỹ đạo.
Bốn lần phóng tiếp theo không thành công, bao gồm các lần phóng Vanguard TV-5 và Vanguard SLV-1, Vanguard SLV-2 và Vanguard SLV-3 nhưng lần phóng tên lửa Vanguard SLV-4 cùng với vệ tinh Vanguard 2 ngày 17 tháng 2 năm 1959 đã thành công. Vệ tinh Vanguard 2 có khối lượng 10,8 kilôgam (24 lb).
Vanguard SLV-5 và Vanguard SLV-6 cũng thất bại.
Lần phóng tên lửa đẩy Vanguard cuối cùng vào ngày 18 tháng 9 năm 1959 đã đưa thành công vệ tinh Vanguard 3 nặng 24 kilôgam (53 lb) lên quỹ đạo. Phi vụ phóng vệ tinh cuối cùng được thực hiện bởi tên lửa Vanguard TV-4BU, nó là tên lửa đẩy TV (Test Vehicle-phương tiện phóng thử nghiệm) còn sót lại, sử dụng tầng tên lửa thứ ba mới X-248A2 Altair nhiên liệu rắn, có lớp vỏ làm từ sợi thủy tinh. Tầng này được chế tạo bởi Phòng thí nghiệm đạn đạo Allegany. Động cơ nhiên liệu rắn mạnh mẽ đã giúp tăng tải trọng của tên lửa. Người ta cũng kết hợp động cơ nhiên liệu lỏng AJ10 và động cơ nhiên liệu rắn X-248 để cấu thành tầng đẩy Able-được sử dụng trên tên lửa đẩy Thor và Atlas sau này.

## Các vụ phóng tên lửa
- Vanguard TV3 - ngày 6 tháng 12 năm 1957 - Thất bại
- Vanguard TV3 Backup - Ngày 5 tháng 2 năm 1958 - Thất bại
- Vanguard 1 (Vanguard TV4) - Ngày 17 tháng 3 năm 1958 - Đưa thành công vệ tinh nặng 1,47 kg (3,25 lb) lên quỹ đạo
- Vanguard TV5 - Ngày 28 tháng 4 năm 1958 - Thất bại
- Vanguard SLV-1 - Ngày 27 tháng 5 năm 1958 - Thất bại
- Vanguard SLV-2 - ngày 26 tháng 6 năm 1958 - Thất bại
- Vanguard SLV-3 - ngày 26 tháng 9 năm 1958 - Thất bại
- Vanguard 2 (Vanguard SLV-4) - ngày 17 tháng 2 năm 1959 - Đưa thành công vệ tinh nặng 9,8 kg (21,6 lb) lên quỹ đạo
- Vanguard SLV-5 - ngày 13 tháng 4 năm 1959 - Thất bại
- Vanguard SLV-6 - ngày 22 tháng 6 năm 1959 - Thất bại
- Vanguard 3 (Vanguard TV4-BU, cũng là Vanguard SLV-7) - Đưa thành công vệ tinh nặng 22,7 kg (50 lb) lên quỹ đạo[16]

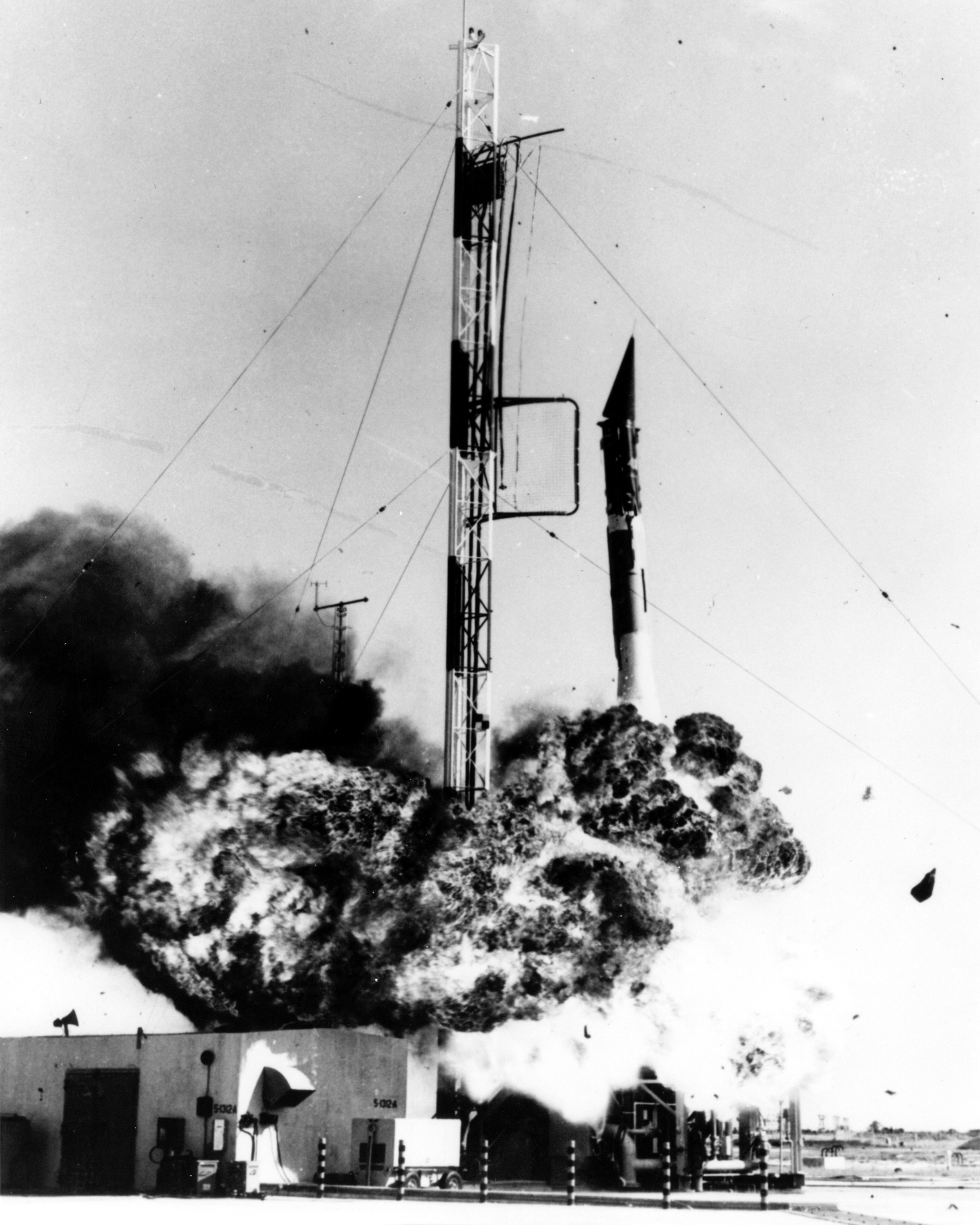
Vụ phóng tên lửa Vanguard TV-3 thất bại từ Mũi Canaveral ngày 6 tháng 12 năm 1957.